# Jakob Schilling
Jakob Schilling (* 21. Januar 1931 in Kilchberg, gestorben 8. Juni 2023) ist ein Schweizer Architekt. Er gehörte der Zürcher Arbeitsgruppe für Städtebau an.  

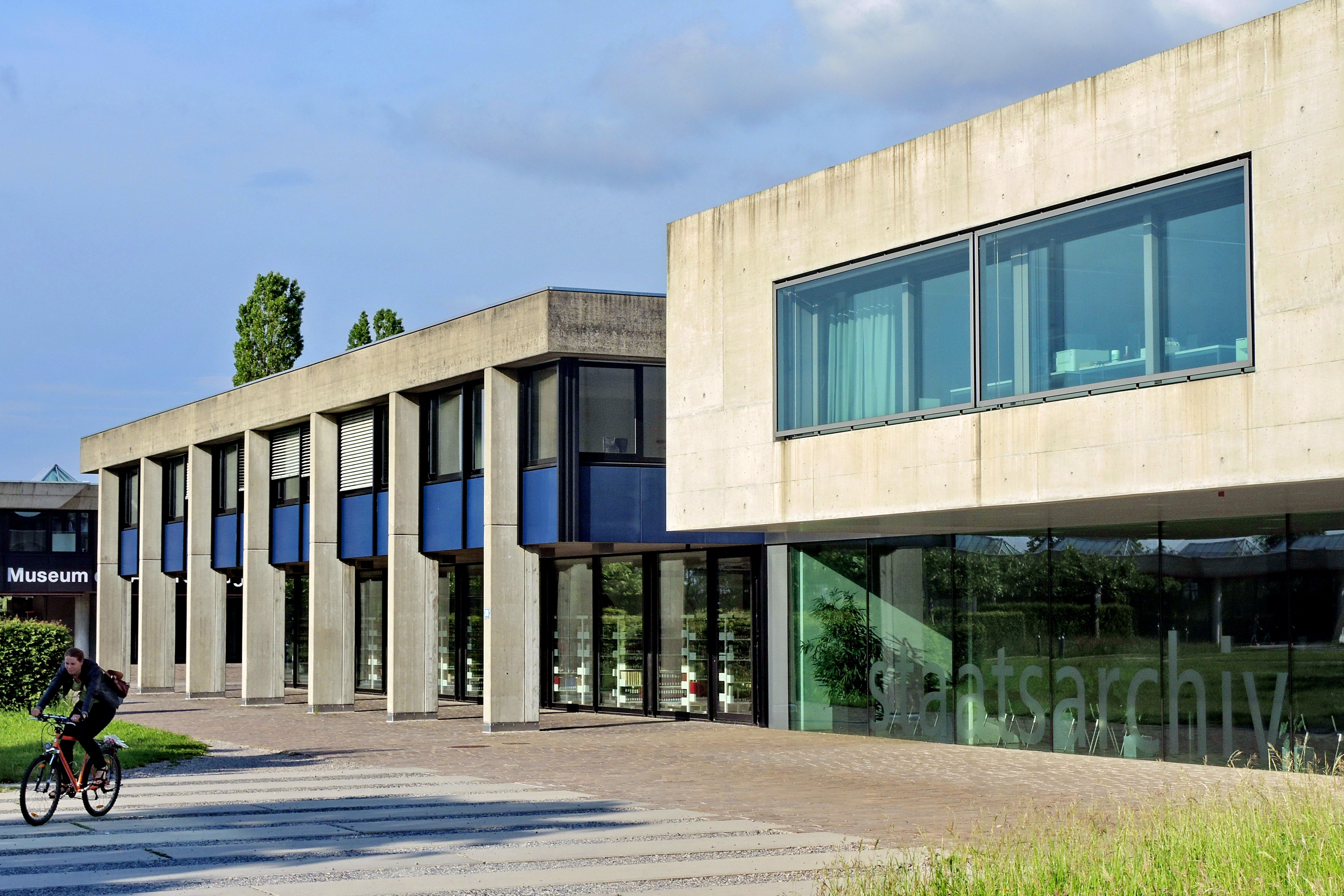
Staatsarchiv des Kantons Zürich

## Werdegang
Jakob Schilling wuchs als Sohn des Tiefbauingenieurs und Direktors bei Walo Bertschinger Otto Schilling und seiner Frau Martha Schilling-Keller auf. Schilling studierte zwischen 1950 und 1956 Architektur an der Eidgenössischen Technischen Hochschule Zürich und lernte dort Esther und Rudolf Guyer, Walter Moser, Fritz Schwarz, Beate Schnitter, Manuel Pauli, Rolf Keller und Otto Schärli kennen. Jakob Schilling arbeitete in Paris bei Pierre Vago und Jean Dubuisson. Er diplomierte bei  Hans Hofmann. Als Mitarbeiter war er neben Rolf Keller und Trix Haussmann in Flims bei Rudolf Olgiati, in Zürich bei Hans Hoffmann und bei Häfeli Moser Steiger in Zürich und Genf tätig. 1959 eröffnete Jakob Schilling ein eigenes Atelier.

### Lehrtätigkeit
Er war Gastdozent an der Washington University St. Louis und University of New Mexico.

### Mitgliedschaften
Schilling ist Mitglied des Schweizerischen Werkbunds, des Schweizerischen Ingenieur- und Architektenvereins, des  Bundes Schweizer Architekten und der Zürcher Arbeitsgruppe für Städtebau.

## Bauten
- 1962: Wohnhaus, Zürich
- 1963: Wohnhaus, Oberalbis

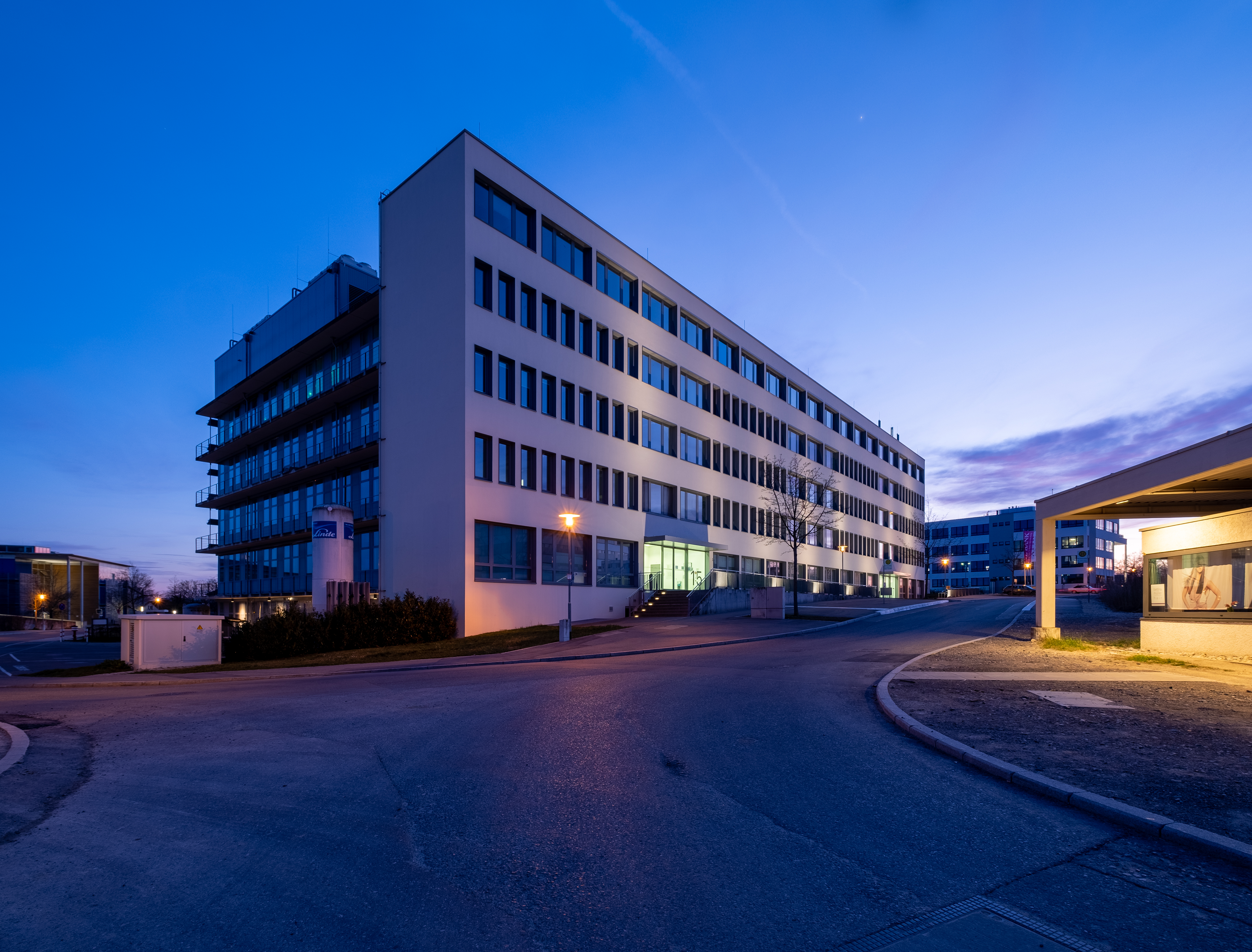
Biotechnologiezentrum, Tübingen

- 1974: Wohnsiedlung Ocht, Greifensee
- 1976: Einkaufszentrum, Volketswil
- 1983: Staatsarchiv des Kantons Zürich (2007 erweitert von Weber + Hofer)
- 1984: Uferpromenade Bellevue, Zürich
- 1982–1984: Gemeindezentrum, Geroldswil (seit 2014 unter Denkmalschutz)[2]
- 1990: Wohnhaus, Menorca
- 2000: Forschungs- und Bürobauten, Stuttgart
- 2002: Biotechnologiezentrum, Tübingen
- 2002: Residenz Rosatsch, St. Moritz
- 2004: Wohnanlage, Mandalay
- 2006: Wohnanlage, Mandalay
- Wohnhaus, Lenzerheide
- Wohnhaus, Madulain mit Thomas Boga